# Ernst Fredrik av Sachsen-Coburg-Saalfeld
Ernst Fredrik av Sachsen-Coburg-Saalfeld (tyska: Ernst Friedrich), född 8 mars 1724 i Saalfeld, död 8 september 1800 i Coburg, var en tysk furste som var regerande hertig av Sachsen-Coburg-Saalfeld från 1764 till 1800.

## Biografi
Ernst Fredrik var äldste son till Frans Josias av Sachsen-Coburg-Saalfeld och Anna Sofie av Schwarzburg-Rudolstadt. På grund av hertigdömets höga skuldsättning tillsatte kejsar Josef II 1773 en skuldkommission som tvångsadministrerade hertigdömets skulder i över 30 år.

### Familj
Ernst Fredrik gifte sig 23 april 1749 i Wolfenbüttel med Sofia Antonia of Braunschweig-Wolfenbüttel. De fick sju barn:
1. Frans Fredrik (1750–1806), gift först med Sofie av Sachsen-Hildburghausen, därefter Augusta av Reuss-Ebersdorf.
2. Karl Vilhelm Ferdinand (1751–1757)
3. Fredrika Juliana (1752–1752)
4. Caroline Ulrika Amalia (1753–1829), nunna i Gandersheim
5. Ludwig Karl Fredrik (1755–1806)
6. Ferdinand August Henrik (1756–1758)
7. Fredrik (1758–1758)